# Alexandre Gazan
Pour les articles homonymes, voir Gazan.
Alexandre Zacharie Alexis Nicolas Gazan, né à Antibes le 7 mars 1792 et mort à Antibes le 11 janvier 1887, est un homme politique français, président du Conseil général des Alpes-Maritimes en 1870-1871.

## Biographie
Fils d'Honoré Paul Gazan (1758-1831) et de Marie Françoise Serrat, il fait ses études au collège de Callian (Var), au lycée impérial Louis le Grand puis à l'école polytechnique où il est admis en 1810.
Il fait carrière dans l'armée et part à la retraite en 1851 avec le grade de colonel d'artillerie.
Bonapartiste libéral, il est élu conseiller général du canton d'Antibes en août 1852. Réélu en juin 1858 et le 4 août 1867, il devient président du Conseil général des Alpes-Maritimes en 1870, mais ne se représente pas aux élections cantonales d'octobre 1871.
Il a été également conseiller municipal d'Antibes de 1855 à 1865.
Membre de la Société des lettres, sciences et arts des Alpes-Maritimes, il était également officier de l'Instruction publique et commandeur de la Légion d'honneur.
Célibataire, il est mort sans enfant.